# Defense Express
Defense Express — українська інформаційно-консалтингова компанія, що спеціалізується на огляді військової техніки, озброєнь та військово-промислового комплексу України. Видає два друковані журнали та має вебпортал.
Директор — Сергій Згурець.

## Вплив
Компанія визнається експертною у своїй галузі численними українськими ЗМІ.
Брала участь у реалізації інформаційних проєктів, зокрема для ГУР МОУ.

## Періодичні видання
- Журнал «Експорт зброї і оборонний комплекс України», видається щомісячно[3]
- Журнал «Ukrainian Defense Review», видається англійською мовою, один раз на квартал[4]